# Schweinersdorf
Schweinersdorf  ist ein Pfarrdorf in der Gemeinde Wang im oberbayerischen Landkreis Freising.

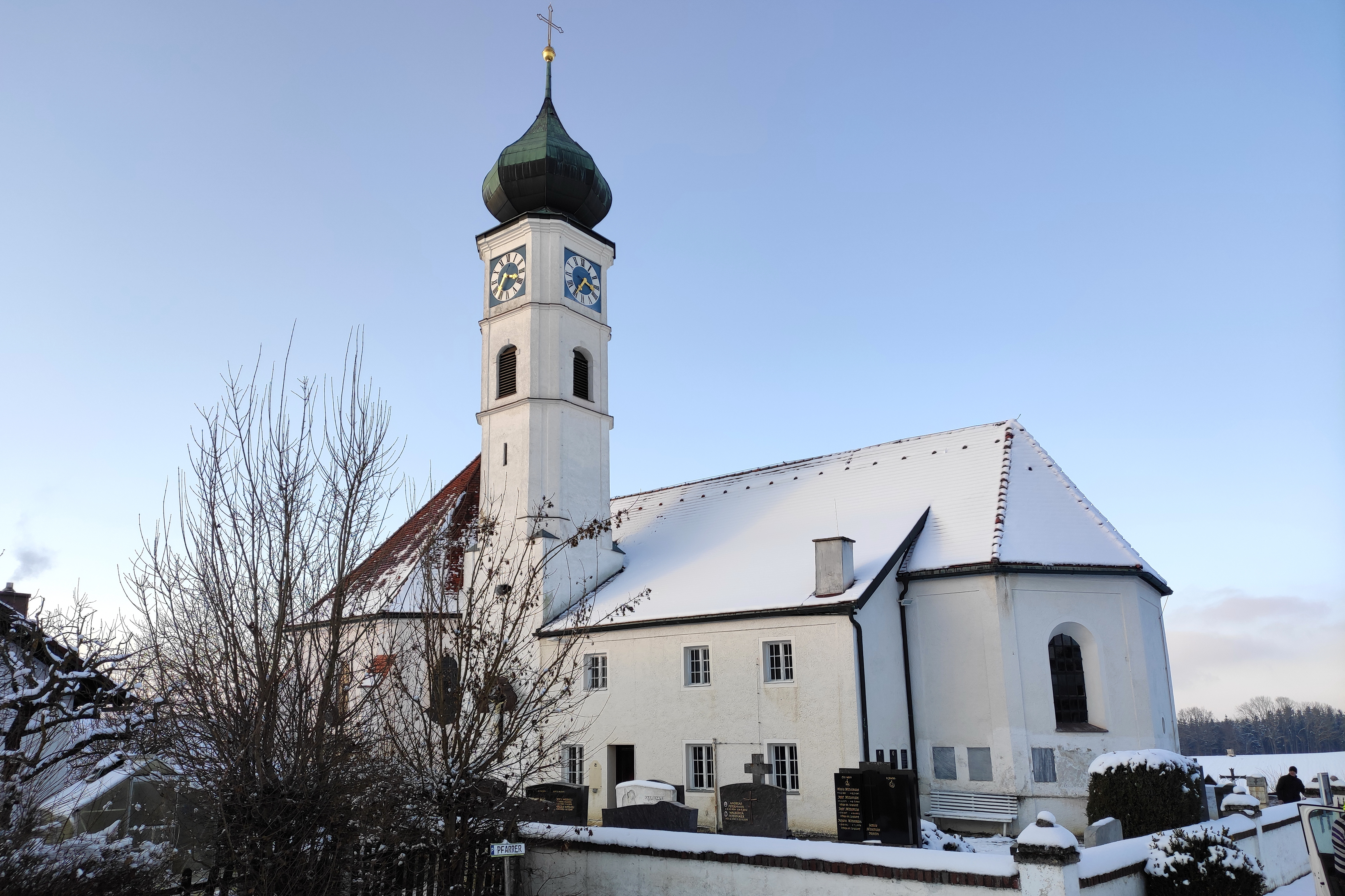
Pfarrkirche St. Petrus

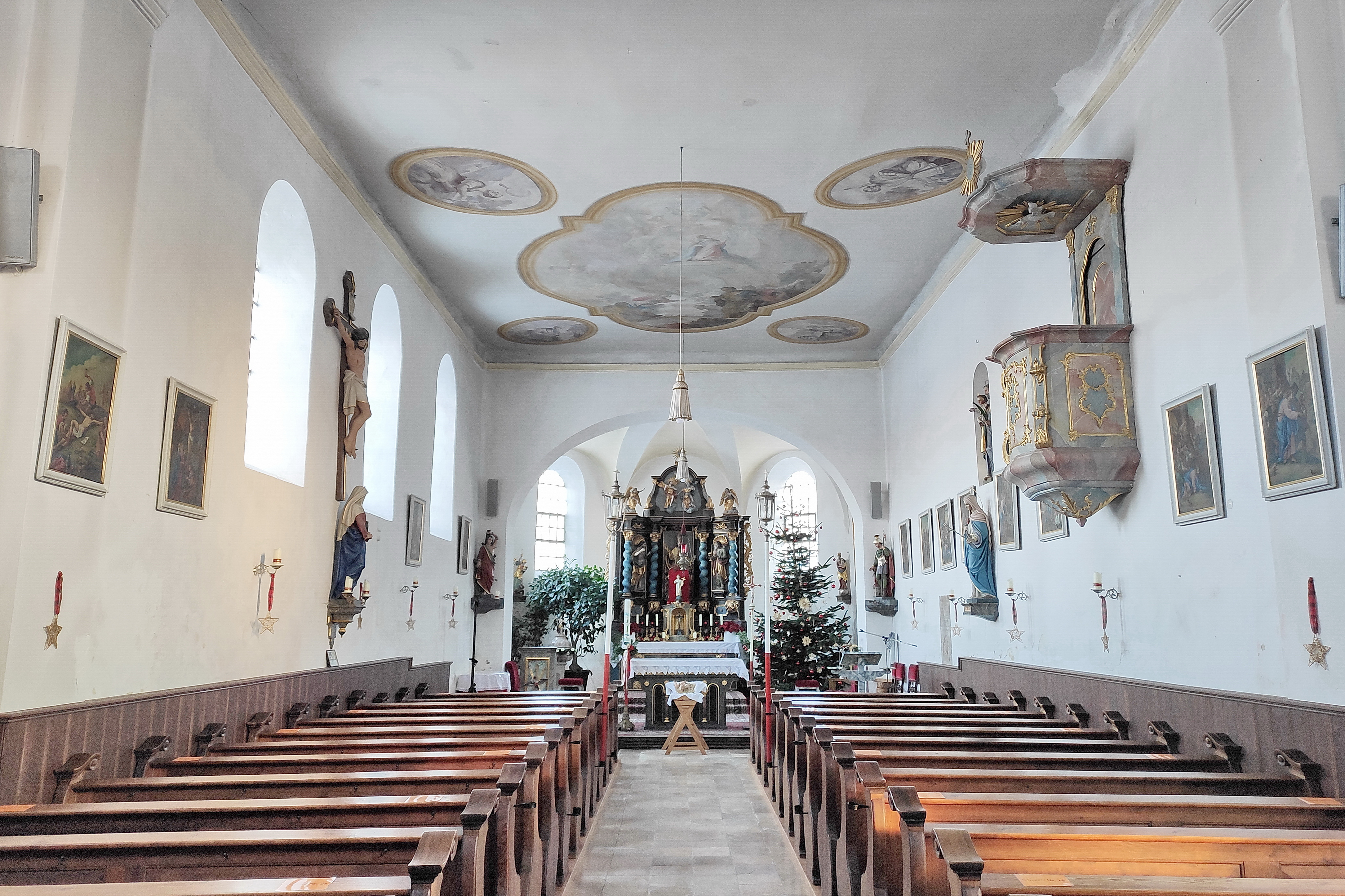
Pfarrkirche St. Petrus: Innenraum

## Beschreibung und Lage
Der Ort ist ein Straßendorf, alle Häuser oder Gehöfte sind entlang der Dorfstraße angeordnet. Noch heute gibt es die Hofnamen wie schon vor einigen hundert Jahren: Moar, Wirt, Huber, Lehner, Mesner, Schuster, dazu noch das ehemalige Schulhaus und das Moarhäusl. Dazugekommen sind in den 1970er-Jahren zwei Neubauten, jeweils am Dorfanfang.
Schweinersdorf liegt am Rande der Hallertau, der Kernort der Gemeinde, Wang, liegt sechs Kilometer östlich. Mauern, Hauptort der Verwaltungsgemeinschaft Mauern liegt dagegen nur 3 Kilometer nordöstlich von Schweinersdorf. Die Isar fließt südöstlich in sechs Kilometer Entfernung; die Autobahn A 92 verläuft südöstlich in zehn Kilometer Entfernung.

## Namensgebung
Der ursprüngliche Name Suanahiltatorf geht zurück auf ein weibliches Wesen namens Suanahild, also Schwanhilde. Zu dieser Veränderung des Dorfnamens kam es entweder durch Sprachabnutzung oder durch Verballhornung.

## Geschichte
Im Jahre 908 wird Schweinersdorf als Suanahiltatorf erstmals urkundlich erwähnt. In dieser Urkunde wird ein Tauschgeschäft bestätigt: Der Geistliche Chuono überließ dem Freisinger Bischof Dracholf die Moosburger „Abbaiola“ (kleine Abtei) St. Castulus und erhielt dafür über den Voigt Graf Sigihard zwei Lehen: Eines in Humbula, dem heutigen Hummel, und eines in Suanahiltatorf, dem heutigen Schweinersdorf. Suanahiltatorf wurde als ein „kleines, fast ödes Lehen“ beschrieben.
Die Urkunde wurde bestätigt von Arnulf von Bayern. Aus heute unbekanntem Grund wurde das Tauschgeschäft als „unwürdig“ angesehen und es entstanden Zweifel an der Glaubwürdigkeit. Deshalb bat Chuono den Herzog Arnulf um eine zusätzliche Bestätigung der Einigung mit Dracholf. So entstand eine weitere, undatierte Urkunde mit Siegel des Herzogs, damit der Besitzübergang „in künftigen Zeiten besser geglaubt werde“.
Aus der Urkunde aus dem Jahr 908 ergibt sich, dass Suanahiltatorf als Anwesen schon vorhanden war. Der Moosburger Geschichtsforscher Ludwig Weh vermutet sogar, es habe hier eine vorgeschichtliche Signalstation gegeben, von der aus mit Signaltafeln oder Fahnen feindliche Annäherungen und andere wichtige Nachrichten von anderen Signalstationen empfangen und weitergegeben wurden.
Der Kirchenhistoriker Fastlinger vermutet, dass an Stelle der Pfarrkirche St. Petrus (Petruskirchen sind oft sehr alte Kirchen) eine germanische, also nicht-christliche Kultstätte für den germanischen Gott Donar bestand. Dies sei möglich, weil es in der Umgebung keltoromanische Hockäcker und Flurnamen gab. 1902 berichtet der Moosburger Kaplan Braun von der Gründung einer „Taufstätte in Mauern, mit zwei Seelsorgkirchen zu Peterswahl und Schweinersdorf“, etwa im Jahr 850.
Im 11. und 12. Jahrhundert wurde Schweinersdorf von königlichen Ministerialen verwaltet. Urkundlich erwähnt sind Mathuni von Haindlfing, Schweinersdorf und Haslach, Fritilo von Haindlfing und Schweinersdorf, Konrad von Haindlfing und Schweinersdorf sowie Forchtlieb von Schweinersdorf (1159 bis 1180).
Das Dorf entwickelte sich nach der Urform altbayrischer Besiedlung. Nach der Kirche mit Mesnerhäusl war das wichtigste Anwesen der Moarhof. Er war meistens, so auch in Schweinersdorf nur durch den Pfarrhof getrennt neben der Kirche. Danach folgten der Huberhof und der Lehnerhof. Dazu kamen ein Söldnerhaus und später auch das Lehrhäusl. Noch heute ist diese Tradition der Hausnamen in Schweinersdorf erhalten, die Bauern sind weiter der Moar, der Huber und der Lehner.
Schweinersdorf wurde, wie das benachbarte Inzkofen und auch Hagsdorf im Zuge der Verwaltungsreformen in Bayern 1818 eine selbstständige politische Gemeinde. Im letzten Drittel des 19. Jahrhunderts wurden Grundbücher angelegt. Die Flurnamen des ersten Schweinersdorfer Grundbuches zeigen, dass der Ort eine weit größere Ausdehnung hatte als heute. Einige dieser Flurnamen: Scheckenhofener Schiedsacker, Mönchsberg, Hanslmühle und Pfettrachmühle in der Flur Niederndorf, Zigelfeldacker, Wanger Gemeindeholzweg, Mauerner Bach in der Flur Alpersdorf, Hörgertshausener Bachl in der Flur Hartshausen.
Am 1. März 1935 wurde die bis dahin selbständige Gemeinde Hagsdorf nach Schweinersdorf eingemeindet. Am 1. April 1971 wurde die Gemeinde Schweinersdorf mit ihren 21 Ortsteilen (Aselmühle, Alpersdorf, Beslmühle, Freundsbach, Gandorf, Hagsdorf, Hanslmühle, Hörgersdorf, Kleidorf, Kronwinkl, Mönchsberg, Niederndorf, Pfettrach, Riedlmühle, Scheckenhofen, Schlag, Schlagsimmer, Schwarzberg, Thal, Wölflmühle, Ziegelberg) aufgelöst und auf die Gemeinden Inzkofen (Schweinersdorf, Hagsdorf und Schlag), Mauern und Wang aufgeteilt.
Seit dem 1. Mai 1978 gehört die frühere Gemeinde Inzkofen und somit auch Schweinersdorf zur Gemeinde Wang.